# Réserve intégrale Caribou
La réserve intégrale Caribou (Caribou Wilderness) est une réserve naturelle fondée en 1964 et appartenant au National Wilderness Preservation System. La réserve, d'une superficie de  84,14 km2, est localisée à la frontière orientale du parc national volcanique de Lassen dans une région montagneuse et volcanique au nord-est de la Californie.  La réserve naturelle et le parc national appartiennent eux-mêmes à la forêt nationale de Lassen.  

## Géographie
La réserve est localisée dans une région montagneuse dont l'altitude varie entre 1950 et 2 550 mètres. La zone est posée sur un plateau volcanique à 75 % recouvert d'eau et de forêts de conifères. La zone était déjà protégée en 1932 ce qui fait de cette forêt une des dernières forêts primaires de la Chaîne des Cascades en Californie. 
La zone est couverte de 23 lacs nommés et de nombreuses mares. Les ruisseaux de la région alimentent la Susan River et le ruisseau Bailey Creek, un affluent de la Feather River. La Feather River appartient au bassin du fleuve Sacramento qui se jette dans l'Océan Pacifique. La Susan River se jette elle dans un lac endoréique qui appartient au Grand Bassin. 
Le sommet du parc, le Red Cinder, culmine à près de 2 550 mètres d'altitude. La réserve est ouverte au public qui peut y pratiquer quelques activités comme la randonnée bien que le gestionnaire préconise de minimiser au maximum l'impact humain dans la réserve.

## Milieu naturel

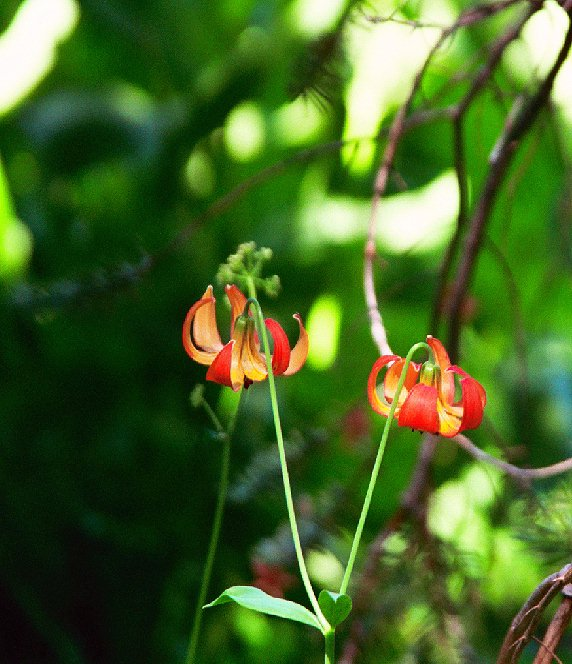
Lilium pardalinum ssp. Shastense.

,

## Histoire
,